# Mătușa Truus
Geertruida Wijsmuller-Meijer, cunoscută ca Mătușa Truus, (în neerlandeză Tante Truus; (n. 21 aprilie 1896, Alkmaar⁠(d), Olanda de Nord, Țările de Jos – d. 30 august 1978, Amsterdam, Țările de Jos) a fost o membră a rezistenței neerlandeze care a salvat viețile a peste 10.000 de copii evrei în timpul celui de-al Doilea Război Mondial.